# Аґнешка Одорович
Аґнєшка Катажина Одорович (пол. Agnieszka Katarzyna Odorowicz; нар. 15 грудня 1974, Катовиці) — польський менеджер культури. За освітою економіст. Директор Польського інституту кіномистецтва (2005—2015).

## Біографія
Закінчила економічне відділення Краківського економічного університету.
У 1998—2004 роках була віце-президентом Товариства інституту мистецтв у Кракові.
З 2003-го по 2004-й — уповноважена міністра культури у справах структурних фондів, а також розробляла Національну стратегію розвитку культури.
У 2004—2005 рр. — віце-міністр культури у справах бюджету, права і контактів з парламентом.
У жовтні 2005-го стала директором Польського інституту кіномистецтва, у липні 2010-го її переобрали на другу каденцію.
З 2015 працює в Cyfrowy Polsat.

## Нагороди
- Офіцер Ордена Відродження Польщі (2011)[3]
- Срібний Хрест Заслуг (2000)[4]
- Медаль «За заслуги в культурі Gloria Artis» (2005)[5]